# Gustave Labelle
Gustave Labelle (* 1. November 1878 in Saint-Henri, Québec; † 31. März 1929 in Montreal) war ein kanadischer Cellist, Komponist und Musikpädagoge.

## Leben
Labelle hatte seine erste musikalische Ausbildung bei seinem Vater Charles Labelle und studierte dann Cello bei Jean-Baptiste Dubois. Er spielte Cello in verschiedenen Theaterorchestern und wurde um 1907 Mitglied des Orchestre symphonique de Montréal unter Joseph-Jean Goulet. Von 1907 bis 1910 war er Mitglied des Beethoven Trio, außerdem leitete er ein eigenes Celloquartett.
Von 1907 bis 1922 unterrichtete Labelle am McGill Conservatory, von 1921 bis 1929 an der École de musique de Montréal, außerdem mehrere Jahre am Institut Nazareth. Seine Schüler waren u. a. Gabriel Cusson, Raoul Duquette, Suzette Forgues, Yvette Lamontagne, Henri Letondal und Brahm Sand. Seine Élégie für Cello wurde 1903 in der Windsor Hall in Montreal uraufgeführt. Er komponierte auch einige Orchesterstücke und veröffentlichte Beiträge in Musikzeitschriften (u. a. MusiCanada). Seine Schwester war die Sängerin und Gesangslehrerin Adrienne Labelle.